# 丽江假瘤蕨
丽江假瘤蕨（学名：Phymatopteris likiangensis），为水龙骨科假瘤蕨属下的一个植物种。